# رایتیچه
رایتیچه (به صربی: Rajetiće) یک منطقهٔ مسکونی در صربستان است که در نووی پازار واقع شده‌است.